# 堀川隆延
堀川 隆延（ほりかわ たかのぶ、1973年7月22日 - ）は、宮崎県延岡市出身の元ラグビー選手、ラグビー指導者。
ポジションはSO（スタンドオフ）、FB（フルバック）。
現在はジャパンラグビーリーグワンに所属する静岡ブルーレヴズの監督を務める。

## 経歴
1994年、早稲田大学に入学、ラグビー部に入部。
1997年、ヤマハ発動機に入社、同社ラグビー部（現静岡ブルーレヴズ）に入部。1998年の関西Aリーグ（1部）昇格、2002年の関西Aリーグ優勝に貢献。
2005年、現役を引退。チームマネージャー(主務)に就任。
2006年、ヤマハの監督に就任。(第1期・2008年まで)
2009年、ケビン・シューラーが新監督に就任し監督を退任。社業に専念となるが、早稲田大学・中竹竜二監督の要請によりバックスコーチとして週末を中心に早稲田を指導。
2010年、リーマン・ショックによる会社の業績不振によりチームが強化を縮小、プロ契約が廃止となり、社員の堀川が再び監督に就任。(第2期)
2011年、清宮克幸の監督就任に伴い、バックスコーチに就任。
2014年、ヘッドコーチに就任。
2018年、ヤマハのヘッドコーチと兼任で、日本代表候補選手を集めた「ナショナル・デベロップメント・スコッド」のヘッドコーチに就任。
2019年、3度目の監督に就任。

## エピソード
- 2011年に早稲田大学の先輩である清宮克幸がヤマハの監督に就任。コーチ就任を清宮から要請されると、一般的には降格人事となるにもかかわらず「清宮さんのラグビーを真横で見たかった。だからなんでもやりますよ」と即答した[5]。